# Подтурн (община Рогашка Слатина)
Вижте пояснителната страница за други значения на Подтурн.
Подтурн (на словенски: Podturn) е село в Словения, Савински регион, община Рогашка Слатина. Според Националната статистическа служба на Република Словения през 2002 г. селото има 71 жители.